# 科米尼亚戈
科米尼亚戈（義大利語：Comignago），是意大利诺瓦拉省的一个市镇。总面积4平方公里，人口1199人，人口密度299.8人/平方公里（2009年）。ISTAT代码为003052。